# Carlos Vernaza
Carlos Vernaza (6 augustus 1968) is een voormalig Ecuadoraans profvoetballer, die speelde als aanvaller gedurende zijn carrière. Hij kwam onder meer uit voor Club Deportivo El Nacional en Deportivo Cuenca.

## Interlandcarrière
Onder leiding van de Montenegrijnse bondscoach Dušan Drašković maakte Vernaza zijn debuut voor Ecuador op 25 mei 1994 in de vriendschappelijke wedstrijd tegen Argentinië, die eindigde in een 1-0-overwinning voor Ecuador door een treffer van Byron Tenorio. Vernaza viel in dat duel na 66 minuten in voor Cléber Chalá. In zijn tweede en laatste interland, op 5 juni van datzelfde jaar, nam hij het openingsdoelpunt voor zijn rekening in de oefenwedstrijd tegen Zuid-Korea (2-1).

## Erelijst
Club Deportivo El Nacional
- Campeonato Ecuatoriano

1992, 1996